# Berry Head
Berry Head – półwysep  w Anglii, w Devon, na południowy wschód od miasta Brixham. Znajduje się na nim ustanowiony w 1973 roku Berry Head National Nature Reserve oraz Local Nature Reserve. Od Berry Head do przylądka Sharkham Point rozciąga się obszar SSSI (Site of Special Scientific Interest).
Na wznoszącym się na 60 metrów ponad poziom morza półwyspie znajdują się pozostałości grodziska z epoki żelaza, które w dużej części zostały zniszczone w latach 1794-1804 w wyniku budowy na nim fortyfikacji przeciw oczekiwanej inwazji armii Napoleona. Spadające ku morzu klify są ostoją rzadkich gatunków flory i fauny. Między innymi nurzyk zwyczajny, mewa trójpalczasta, białozór, cierlik.
W 1906 roku obok posterunku straży granicznej została zbudowana latarnia morska Berry Head.